# قنينة غسل
قنينة الغسل أو قارورة الغسل هي قنينة عصر مزودة بفوهة، تستخدم لشطف الأجزاء المختلفة من الزجاجيات المخبرية، مثل أنابيب الاختبار، والدوارق الكروية.
تغطى القنينات بغطاء ملولب. عند ضغط أو عصر القنينة باليد ينضغط السائل داخل القنينة فيندفع خارجًا عبر الفوهة تيار رفيع من السائل.
تصنع معظم قنينات الغسل من متعدد الإيثيلين، وهو مادة لدائنية مرنة ومقاومة للمذيبات العضوية ذات المصدر البترولي. معظم القنينات تحتوي أنبوبًا داخليًا يسمح باستعمال القنينة منتصبةً. 
تملء قنينات الغسل بإحدى مذيبات المخبر المعروفة وفقًا للعمل المنجز في ذلك المخبر. وتشمل هذه المذيبات: ماء منزوع الشوارد، محاليل المنظفات والمذيبات المستخدمة في الشطف مثل الأسيتون، وإيزوبروبانول أو إيثانول. في المخابر الأحيائية، يستخدم محلول تحت كلوريت الصوديوم من أجل تعقيم المستنبتات غير المرغوبة.